# Susana Richino
Susana Victoria Richino, (Buenos Aires, Argentina 11 de diciembre de 1941) es una psicóloga argentina, investigadora en la problemática de la mujer en el mundo del trabajo y especializada en el campo de la psicología laboral y recursos humanos.
Forma parte del grupo de expertos pioneros que han ayudado a la introducción de esta materia en Argentina. Invitada por las Naciones Unidas, ha contribuido en el diseño de programas de formación para el acceso de la mujer a roles directivos. Ha sido miembro fundador de la Asociación Argentina de Psicología Institucional y del Trabajo. Ha ejercido la docencia en diversas universidades en Argentina como en la de Buenos Aires, Belgrano y Palermo.

## Formación
Realizó sus estudios de Psicología en la Universidad de Buenos Aires y a partir de allí se centró en las áreas de Psicología del trabajo y Recursos humanos. Se especializó en Psicología del trabajo y organizaciones junto a Dr. Harold Bridger y Dr. Elliot Jaques en el Instituto Tavistok de Londres, en Práctica sistémica en CEFYP junto a María Rosa Glasserman y como coach ontológico en Newfield Network con Julio Olaya. Es directora en Técnicas Psico-dramáticas por la Asociación Argentina de Psicodrama (1973) y ha realizado el Curso de Medicina del Estrés y Psiconeuroinmunoendocrinología Clínica en la Asociación Médica Argentina.
Años más tarde, en 2009, cursó el doctorado en la Facultad de Ciencias Sociales de la Universidad de Palermo. Su área de investigación fue El acceso de las mujeres a los roles directivos.

## Trabajo con Naciones Unidas
En 1984, convocada por la Organización de las Naciones Unidas para el Desarrollo Industrial (ONUDI) y el Instituto Internacional de Investigación y Capacitación para la Promoción de la Mujer de la ONU (INSTRAW) llevó adelante, como vicepresidenta, un plan de estudios modular, centrado en el desarrollo de la mujer, para la capacitación de mujeres gerentes y empresarias de industria.
En abril de 1985 organizó las primeras jornadas sobre el rol de la mujer en la empresa, desde la Asociación de dirigentes de capacitación de la Argentina (ADCA) con auspicio de OMUDI e INSTRAW.
En junio de 1986, llevó adelante, junto a otras profesionales, el Seminario taller sobre igualdad de acceso de las jóvenes y las mujeres a la enseñanza técnica y profesional, por iniciativa de la UNESCO y CONET (Consejo Nacional de Educación Técnica).

## Docencia
Formó parte de la Primera Cátedra de Psicología del Trabajo en Argentina, junto a Aldo Shlemenson y otros, con quienes trabajó para dar origen a esta materia en el país austral.
Fue docente de la Universidad de Buenos Aires donde impartió clases de postgrado como también así en la Universidad de Belgrano y la Universidad de Palermo en materias similares. Su metodología forma parte de la de otros estudiosos en cuyas publicaciones incluyen a Richino como referente en la psicología del trabajo.

## Publicaciones
A lo largo de su carrera ha publicado varios monográficos sobre la selección de personal en el mundo del trabajo y el espacio de la mujer en roles directivos. Sus materiales son referentes para los estudiantes de Recursos Humanos en Argentina.
- Estructuración del rol profesional. Buenos Aires: Ed. Kargieman (1985). ISBN- 950-9493-04-X

- El rol de la mujer en la empresa. Buenos Aires: Ed.Autor (1989).

- Selección de personal . Buenos Aires: Ed. Paidós (1996). ISBN- 9501229017

- Selección de personal. Edición ampliada. (primera y segunda edición). Buenos Aires: Ed. Paidós (2000) ISBN-13: 978-9501229998 ISBN:     9501229998.

- Psicología del trabajo en el campo de las organizaciones. Buenos Aires: Ed. Asociados (2018). ISBN: 978-987-4150-13-4